# Doriane Pin
Doriane Pin (Ivry-sur-Seine, 6 de janeiro de 2004) é uma piloto profissional de automóveis francesa que compete na F1 Academy com a Prema Racing e no Campeonato Mundial de Endurance com a Iron Dames.
Pin começou no kart aos nove anos, ela passou a disputar o campeonato nacional francês em 2016. Ela permaneceu na competição pelos próximos três anos, terminando em 10º e 5º, respectivamente, na categoria júnior, antes de vencer a categoria feminina em 2019.
A piloto francesa também participou dos Jogos FIA Motorsport na Copa de Karting Slalom ao lado de Esteban Masson. Ela já competiu no Campeonato de Fórmula 4 dos Emirados Árabes Unidos e na Fórmula 4 do Sudeste Asiático.
Pin é a campeã do Ferrari Challenge Europe de 2022, ela também é membro do Mercedes Junior Team desde 2024.

## Registros na carreira

### Sumário
| Temporada | Categoria                                                | Equipe                           | Corridas | Vitórias | Poles | V.M.R. | Pódios | Pontos | Classificação |
| --------- | -------------------------------------------------------- | -------------------------------- | -------- | -------- | ----- | ------ | ------ | ------ | ------------- |
| 2020      | Renault Clio Cup France                                  | GPA Racing                       | 6        | 0        | 0     | 0      | 0      | 198    | 14.º          |
| 2021      | Le Mans Cup - GT3                                        | Iron Lynx                        | 6        | 0        | 0     | 0      | 5      | 67     | 5.º           |
| 2021      | GT World Challenge Europe Endurance Cup - Pro-Am         | Iron Lynx                        | 2        | 0        | 0     | 0      | 0      | 17     | 23.º          |
| 2021      | Ferrari Challenge Europe - Trofeo Pirelli (Pro)          | Scuderia Niki Hasler - Iron Lynx | 2        | 0        | 0     | 0      | 0      | 9      | 9.º           |
| 2022      | Ferrari Challenge Europe - Trofeo Pirelli (Pro)          | Scuderia Niki Hasler - Iron Lynx | 14       | 9        | 10    | 11     | 13     | 213    | 1.º           |
| 2022      | Ferrari Challenge Finali Mondiali - Trofeo Pirelli (Pro) | Scuderia Niki Hasler - Iron Lynx | 1        | 0        | 0     | 0      | 1      | N/A    | 3.º           |
| 2022      | Campeonato Mundial de Endurance - GTE Am                 | Iron Dames                       | 1        | 0        | 0     | 0      | 0      | 1      | 27.º          |
| 2022      | GT World Challenge Europe Endurance Cup                  | Iron Dames                       | 1        | 0        | 0     | 0      | 0      | 0      | NC            |
| 2022      | Intercontinental GT Challenge                            | Iron Dames                       | 1        | 0        | 0     | 0      | 0      | 0      | NC            |
| 2022      | Lamborghini Super Trofeo Europe                          | Iron Dames                       | 2        | 0        | 1     | 0      | 1      | 0      | NC            |
| 2022      | Lamborghini Super Trofeo - Grand Finals                  | Iron Dames                       | 2        | 0        | 0     | 0      | 0      | N/A    | NC            |
| 2022      | European Le Mans Series - GTE                            | Iron Lynx                        | 3        | 1        | 0     | 1      | 2      | 44     | 9.º           |
| 2023      | IMSA SportsCar Championship - GTD                        | Iron Dames                       | 3        | 0        | 0     | 0      | 0      | 550    | 42.º          |
| 2023      | GT World Challenge Europe Endurance Cup                  | Iron Dames                       | 1        | 0        | 0     | 0      | 0      | 0      | NC            |
| 2023      | FIA World Endurance Championship - LMP2                  | Prema Racing                     | 7        | 0        | 0     | 0      | 1      | 63     | 9.º           |
| 2023      | Campeonato do Sudeste Asiático de Fórmula 4              | Prema Racing                     | 6        | 1        | 0     | 1      | 4      | 82     | 2.º           |
| 2024      | Campeonato dos Emirados Árabes de Fórmula 4              | Prema Racing                     | 12       | 1        | 1     | 1      | 1      | 66     | 10.º          |
| 2024      | F1 Academy                                               | Prema Racing                     | 8        | 2        | 3     | 2      | 4      | 119*   | 2.º*          |
| 2024      | IMSA SportsCar Championship - GTD                        | Iron Dames                       | 1        | 0        | 0     | 0      | 0      | 268    | 6.º           |
| 2024      | Campeonato Mundial de Endurance - GT3                    | Iron Dames                       | 1        | 0        | 0     | 0      | 0      | 6      | 8.º           |